# Akihiro Sakata
Akihiro Sakata (japanisch 阪田 章裕 Sakata Akihiro; * 16. Mai 1984 in der Präfektur Kyoto) ist ein japanischer Fußballspieler.

## Karriere
Sakata erlernte das Fußballspielen in der Universitätsmannschaft der Ritsumeikan-Universität. Seinen ersten Vertrag unterschrieb er 2007 bei Cerezo Osaka. Der Verein spielte in der zweiten japanischen Liga, der J2 League. Für den Verein absolvierte er fünf Ligaspiele. 2009 wechselte er zum Ligakonkurrenten Shonan Bellmare. Am Ende der Saison 2009 stieg der Verein in die J1 League auf. Für den Verein absolvierte er 15 Ligaspiele. 2011 wechselte er zum Zweitligisten Ōita Trinita. Saison 2012 stieg der Verein in die erste Liga League auf. Am Ende der Saison 2013 stieg der Verein wieder in die zweite Liga ab. Für den Verein absolvierte er 122 Ligaspiele. 2016 wechselte er zum Drittligisten AC Nagano Parceiro. Für den Verein absolvierte er 40 Ligaspiele. 2018 wechselte er zum Ligakonkurrenten Fukushima United FC. Für Fukushima stand er 62-mal auf dem Spielfeld. Nach Saisonende 2020 wurde sein Vertrag nicht verlängert. Anfang Mai 2021 verpflichtete ihn der Viertligist Suzuka Point Getters für den Rest der Saison. Für den Verein aus Suzuka absolvierte er vier Viertligaspiele.
Seit dem 1. Februar 2022 ist er vertrags- und vereinslos.